# Proissans
Proissans là một xã của Pháp, nằm ở tỉnh Dordogne trong vùng Aquitaine của Pháp.

## Thông tin nhân khẩu
| Năm    | 1962 | 1968 | 1975 | 1982 | 1990 | 1999 | 2007 |
| ------ | ---- | ---- | ---- | ---- | ---- | ---- | ---- |
| Dân số | 561  | 520  | 500  | 591  | 692  | 761  | 868  |